# لوسنا د خالن
لوسنا د خالن (به اسپانیایی: Lucena de Jalón) یک دهستان در اسپانیا است که در استان ساراگوسا واقع شده‌است. لوسنا د خالن ۱۰ کیلومتر مربع مساحت و ۲۵۲ نفر جمعیت دارد.